# Hafen von Kunda
Der Hafen von Kunda (estnisch Kunda Sadam) ist ein estnischer Ostseehafen in Viru-Nigula.
Der Hafen verfügt über drei Liegeplätze mit bis zu 9 Metern Tiefgang. Es werden pro Jahr über eine Million Tonnen umgeschlagen. Die Zementfabrik Heidelberg Materials Kunda ist größter Kunde.

## Geschichte
1805 genehmigte Zar Alexander I. den Bau des Hafens. An der Mündung des Flusses Kunda wurde ein Steg gebaut und der Hafen von Kunda nahm seinen Betrieb auf. Seit dem Bau des Zementwerkes in der zweiten Hälfte des 19. Jahrhunderts war der Export von Zement und der Import von Kohle (für die Zementproduktion) wichtigste Aufgabe des Hafens.
Zuletzt wurde der Hafen 1994 umgebaut. Im Jahr 2000 wurde ein dritter Frachtliegeplatz ergänzt.

## Betreiber
Im Oktober 2018 erwarb die Kunda Sadam AS, die zur Baltic Maritime Logistics Group gehört, den Hafen von Kunda als eigenständige wirtschaftliche Einheit.